# 藤棚站
藤棚站（日语：／ Fujitana eki */?）是位於福岡縣直方市大字下境3910番2號，平成筑豐鐵道的伊田線車站。車站編號為HC4。

## 歷史
- 1990年（平成2年）12月22日 - 車站啟用。

## 車站構造
車站是一座地面車站，設有2面2線的相對式月台。此站是無人車站。

### 月台
| 月台 | 路線    | 上下行 | 方向                                 |
| ---- | ------- | ------ | ------------------------------------ |
| 北邊 | ■伊田線 | 下行   | 金田、田川伊田、田川後藤寺、行橋方向 |
| 南邊 | ■伊田線 | 上行   | 赤地、南直方御殿口、直方方向         |

## 使用狀況
以下為近年度1年總上落車人次列表：
| 上落車人次變化 | 上落車人次變化  |
| 年度           | 1年總上落車人次 |
| -------------- | --------------- |
| 2012年         | 82,855          |
| 2013年         | 77,745          |
| 2014年         | 72,270          |
| 2015年         | 71,736          |
| 2016年         | 71,540          |
| 2017年         | 71,175          |
| 2018年         | 77,380          |

## 車站周邊
- 直方市立中泉小學
- 筑豐食品（食品廠）
- 國道200號（日语：国道200号）
- 高山院
- 下境保育園
- 金光教（日语：金光教）中泉教會
- 7-11直方藤棚站前店

## 相鄰車站
平成筑豐鐵道
伊田線
赤地（HC3）－藤棚（HC4）－中泉（HC5）

## 注腳
1. ↑  統計直方 運輸・通信 平成筑豐鐵道使用狀況　（上落車人次）

## 外部連結
- 藤棚站 （页面存档备份，存于）（日語）（平成筑豐鐵道沿線情報網站）